# L'avventura di Mr. Bliss
L'avventura di Mr. Bliss (The Amazing Quest of Ernest Bliss) è un film del 1936 diretto da Alfred Zeisler.